# Eléonor
Eléonor is een Belgische band onder leiding van Elly Aerden, aangevuld met een aantal klassieke muzikanten en drie leden van Olla Vogala.
Elly Aerden zette voor het debuutalbum Erros (2014) een aantal Latijnse teksten op muziek, waaronder poëzie van Catullus en Sulpicia, maar ook de middeleeuwse liederenbundel Carmina Burana.  De bijhorende muziek bevat elementen uit fado, popmuziek, chanson en jazz. De albumtitel 'Erros' is een samentrekking van de Latijnse woorden 'eros' en 'error'.
In 2017 werd het tweede album Vive uitgebracht.
In 2020 werkt ze samen met Gerry De Mol rond het werk van de Nederlandse dichter en schrijver J.J. Slaurhoff. In juni kwam hun eerste single Geen van Allen Zorgen uit. In oktober hun tweede single Woorden in de nacht. Op 19 maart 2021 kwam het album Ik Had Me Het Leven Anders Voorgesteld (Gezongen Slauerhoff) van Eléonor & Gerry De Mol uit. 

## Discografie
- 2014 Erros
- 2017 Vive
- 2021 Ik Had Me Het Leven Anders Voorgesteld (Gezongen Slauerhoff) - Eléonor & Gerry De Mol